# Vardanès Ier de Parthie
Pour les articles homonymes, voir Vardanès.
Vardanès Ier de Parthie est un roi arsacide des Parthes ayant régné de 40 à 47 ap. J.-C.

## Biographie
Vardanès Ier semble avoir pris le pouvoir à la mort de son père Artaban II en 40. Il entre en conflit avec le prétendant Gotarzès II de Parthie, qui est peut-être son frère, et réussit à le chasser en Hyrcanie en 41.
Vardanès reprend ensuite la ville de Séleucie en révolte contre le pouvoir parthe depuis sept ans. Il se prépare à intervenir en Arménie mais il est arrêté par Vibius Marsus, le gouverneur romain de Syrie. Il aurait soumis les provinces de l'est de l'empire jusqu'au Sind qui sépare les Daces des Ariens.
Le roi Vardanès est finalement victime d'un complot de ses sujets qui le tuent pendant qu'il s'adonne à la chasse.